# Dianthus multiceps
Dianthus multiceps är en nejlikväxtart. Dianthus multiceps ingår i släktet nejlikor, och familjen nejlikväxter.

## Underarter
Arten delas in i följande underarter:
- D. m. multiceps
- D. m. praepyrenaicus